# 金載圭
金載圭（韓語：김재규，1924年4月9日—1980年5月24日），本贯金宁金氏，出生於庆尚北道善山郡，号德山（덕산），大韓民國政治人物，陸軍退役中將，歷任大韩民国建设部部長、中央情報部部長等職，是前總統朴正熙的心腹。他在1979年10月26日枪殺了參加酒席的朴正熙及總統警護室長車智澈。他被捕後，於1980年5月24日遭崔圭夏政府處以絞刑。

## 生平
金載圭生於1924年4月9日（农历三月初六），是家中長子，有六個弟妹。

### 学历
- 庆尚北道安东农林高中学校毕业
- 庆尚北道 大邱农业大学 毕业
- 韩国陸軍士官學校第2期
- 陆军大学校 毕业
- 漢陽大學校大學院工业工程学科毕业（工程学硕士）

### 军人生涯
朴正熙的同乡（同为庆尚北道龟尾市人）和后辈（韩国陸軍士官學校第2期，朴正熙为第1期）。
1943年安东农林学校毕业，进入日本海军，学习操纵战斗机。1945年日本投降之后，进入国防警备士官学校为第2期生，1946年12月毕业。但是在部队内期间因死亡事故责任，暂时被免职。后复职。1952年陆军大学毕业，1970年 漢陽大學校研究生院毕业。
1954年任陆军第5师36团上校团长，后转任第101團团长职务，1956年晋升陆军准将，1957年任陆军大学副校长职务。1961年5.16军事政变后积极协助朴正熙军事政府，镇压反对势力，监禁政治人物。

### 朴正熙政权时期
军政府时期，1961年任湖南化肥公司社长，1963年任陆军第6师师长，1966年任陆军第6军区司令官，1968年任保安司令官，1971年任陆军第三军军长，1973年晋升陆军中将军衔。1964年担任陆军第6师长时期，指挥镇压6.3事件，获得朴正熙更大的信任。
1973年当选維新政友會（유신정우회）所属的第9届国会议员，进入政界。同年，被任命为中央情报部次长，1974年，被任命为建设部长。
1976年12月，辞去议员职务担任中央情报部长职位。

### 暗杀朴正熙和死刑
1979年8月11日发生YH貿易女工抗爭事件，10月4日发生在野新民党总裁金泳三的国会议员除名事件，10月16日釜马事件爆发，政局不定。金載圭和强硬派总统警卫室室长車智澈发生严重摩擦，朴正熙对他逐渐反感和不信任。在这种情况下，驻法国大使館公使李相悅设局引诱前中央情报部长金炯旭，并于1979年10月7日将金炯旭暗杀于巴黎。 
1979年10月26日，在漢城钟路区宫井洞中央情报部安全屋中，朴正熙和总统警卫室室长车智澈在宴会酒席中，被金載圭刺杀。几个小时后金載圭被捕，并提交军事法庭审判。1980年1月28日，陆军高等戒严军法会议上以“内乱目的杀人罪及内乱未遂罪”判处死刑，并於5月24日在漢城拘留所执行絞刑，朴善浩等数个和他一起刺杀朴正熙等人的下属也在同一天被处决，另一个下属朴兴柱早前已被枪决。

## 暗杀朴正熙的动机

### 金载圭本人的辩论
金载圭在一审的最后辩论如下：
|  | 10月26日，我革命的目的有五种：一是自由民主主义的恢复，二是阻止这个国家的国民们更多的牺牲。三是防止国家的赤化。第四是盟友——韩国和美国的关系到了建国以来最坏的状态，因此要完全恢复深厚的关系，国防、外交、经济比之前要积极合作，共同谋求国家利益。最后是，共和国作为独裁国家，我们拥有不好形象。这洗刷这个国家的国民和国家在国际社会上不好的形象，恢复名誉。这五种是我革命的目的。 |

金载圭本人在1979年12月18日戒严军法会议最终陈述中说：“以要为民主化的心情，打中维新的心脏”、“有计划的革命。”尽管金載圭與民主運動領袖張俊河和金壽煥主教一直保持交往，但大部分熟知的定论是朴正熙无条件信任车智澈，由此引发车智澈和金载圭的矛盾，金载圭犯下的罪行是偶发性的，并没有预谋。
10·26事件几天前金载圭和美国中央情报局駐韩国情報站站長罗伯特·布鲁斯特（Robert G. Brewster）进行了面谈，由此引发了对美国介入朴正熙之死的怀疑。但美国直接否认，美国驻韩大使來天惠(William Henry Gleysteen, Jr.)对金载圭关于韩美关系的发言做出了“垃圾”这样的神经质评价。

## 评价
2004年民主化运动相关人士名誉恢复及补偿审议委员会上，认为金载圭和安重根之类的主张相同。

## 家庭
- 母：權有今（권유금，1905年—1995年）
- 妻子：金寧姬（김영희，1930年—）
- 弟：
  - 金恒圭（김항규，1929年—1997年）
  - 金杨圭（김영규，1951年—）
- 妹：
  - 金南熙（김난희，1933年—2003年）
  - 金在顺（김재순，1935年—）
  - 金丹熙（김단희，1943年—）
    - 妹夫：吴修春（오수춘，1937年出生于京城（今首爾）。陆军官校第16期和汉城大学行政系毕业。1973年陆军第3军軍部副参谋长，陆军中校军衔）

  - 金顺熙（김순희，1946年—）

金載圭和夫人還育有三個兒女，但他們均不出名，相關記載甚少。此外，金家在載圭出事後行事也非常低調，只在每年一次的紀念會上露面，金載圭夫人金寧姬也年事已高，同樣甚少露面。

## 相關影視作品
- 1992年 《民族与命运:洪英子篇》朝鲜电视剧；李益胜 飾演
- 1993年《第三共和國》MBC电视剧；金东炫 飾演
- 1995年《韩国门》SBS電視劇；金興基 飾演
- 1995年《第四共和国》MBC电视剧；朴根瀅 飾演
- 1998年《三金時代》SBS電視劇；朴根瀅 飾演
- 2004年《孝子洞理发师》電影；朴用收 飾演
- 2005年《第五共和国》MBC电视剧；金炯逸 飾演
- 2005年《那时的他们》電影；白允植 飾演
- 2020年《南山的部长们》電影；李炳宪 飾演
- 2024年《幸福國度》电影； 劉成柱 飾演

## 关联条目
- 10.26事件
- 中央情报部
- 朴正熙
- 车智澈
- 鄭昇和
- 金桂元
- 金五郞
- 朴鐘圭
- 全斗煥
- 崔圭夏
- 維新政友會
- 安斗熙
- 金炯旭
- 李厚洛
- 金鍾泌